# 柳生心眼流居合
柳生心眼流居合（やぎゅうしんがんりゅういあい）は、日本の武術流派の1つ。柳生心眼流の居合術のみを伝承していると自称しているが、心眼流各流派はそれを否定しており(心眼流諸流派は伊藤なる人物は修行者にはいなかったと証言している)、書物等においても一切の記述が無く、星野天知著「練武の秘伝」に記載されている居合術を模倣し、再現をした武術であると言われている。
流祖の伊藤伝冶は名古屋の人で、その伝は名古屋を中心に現在も伝承されている。また四国方面にも伝承の一部が残っていると言う情報もある。しかしながら流祖・伊藤伝冶に関する情報は極めて少ない。
同流派については武芸流派大辞典では泰山流居合と記載されている。伊藤伝治の号が泰山であった事に由来するものと思われる。
流派の興りやその伝承過程においては不明な点が多いが、柳生心眼流體術の居合術のみについて、山本和三郎（荒木堂第九世）より部分相伝を受けたとされると自称しているが、山本和三郎の当時の門人帳には伊藤伝治の名は無く、当時の高弟にも伊藤なる門人はいなかったとの証言があることも、創作武術であるとの裏付けとなっている。
(柳生心眼流體術に部分相伝のしきたり等は無い。完全継承のみの制度であり、山本和三郎が皆伝免許を発行した相伝者は、武藤正雄、藤定武夫の二名のみである。もちろん両者とも伊藤とは所縁のない人物である)